# Zwetkowo (Kaliningrad, Gurjewsk, Dobrino)
Zwetkowo (russisch Цветково, deutsch Wulfshöfen) ist ein Ort in der russischen Oblast Kaliningrad. Er gehört zur kommunalen Selbstverwaltungseinheit Stadtkreis Gurjewsk im Rajon Gurjewsk.

## Geographische Lage
Zwetkowo liegt nordöstlich der Rajonshauptstadt Gurjewsk (Neuhausen) etwa zwei Kilometer südwestlich von Dobrino (Nautzken) und ist über einen Feldweg von der Regionalstraße 27A-024 (ex A190) in südlicher Richtung erreichbar. Bahnstation ist Dobrino an der Bahnstrecke Kaliningrad–Sowetsk (Königsberg–Tilsit).

## Geschichte
Das bis 1950 Wulfshöfen genannte einstige Gutsdorf wurde im Jahre 1874 in den neu errichteten Amtsbezirk Mettkeim eingegliedert. Er gehörte bis 1945 zum Landkreis Labiau im Regierungsbezirk Königsberg der preußischen Provinz Ostpreußen. Am 1. Dezember 1910 lebten hier 119 Menschen.
Wulfshöfen verlor am 30. September 1928 seine Eigenständigkeit, als es mit dem Nachbarort Perkappen (heute russisch: Poltawskoje) nach Sellwethen (Jegorjewskoje) eingemeindet wurde.
Infolge des Zweiten Weltkrieges kam Wulfshöfen aufgrund seiner Lage im nördlichen Ostpreußen zur Sowjetunion. Im Jahr 1950 erhielt der Ort die russische Bezeichnung Zwetkowo und wurde gleichzeitig dem Dorfsowjet Dobrinski selski Sowet im Rajon Gurjewsk zugeordnet. Von 2008 bis 2013 gehörte Zwetkowo zur Landgemeinde Dobrinskoje selskoje posselenije und seither zum Stadtkreis Gurjewsk.

## Kirche
Vor 1945 war die Bevölkerung Wulfshöfens fast ausnahmslos evangelischer Konfession. Das Dorf gehörte damals zum Kirchspiel Kaymen (1938–1946 Kaimen, heute russisch: Saretschje) im Kirchenkreis Labiau (Polessk) innerhalb der Kirchenprovinz Ostpreußen der Kirche der Altpreußischen Union. Heute liegt Zwetkowo im Einzugsbereich der neu gegründeten evangelisch-lutherischen Kirchengemeinde in Marschalskoje (Gallgarben), einer Filialgemeinde der Auferstehungskirche in Kaliningrad (Königsberg) in der Propstei Kaliningrad der Evangelisch-lutherischen Kirche Europäisches Russland (ELKER).